# Musée Herzog Anton Ulrich
Le musée Herzog Anton-Ulrich (en allemand : Herzog Anton Ulrich-Museum, abrégé en HAUM) est un musée d'art situé à Brunswick dans le land allemand de Basse-Saxe. C'est l'un des plus anciens musées d'art en Allemagne et le plus important musée d'art dans le Land de Basse-Saxe.

## Historique
Le musée a été créé à partir de la collection d'Antoine-Ulrich de Brunswick-Wolfenbüttel (1633-1714). La collection comprend plus de 100 000 œuvres, et compte des œuvres d'artistes tels que Lucas Cranach l'Ancien, Albrecht Dürer ou Rembrandt.

## Collections

### Renaissance
- Joachim Bueckelaer (1534-1574)
- Lucas Cranach l'Ancien (1472-1553)
- Albrecht Dürer (1427-1502)
- Antoine van Dyck (1599-1641) : Portrait de Luc van Uffel (vers 1622).
- Adam Elsheimer (1578-1610)
- Louis Finson (1580-1617) : La Décollation de saint Jean Baptiste (vers 1610-1615).
- Rosso Fiorentino (1494-1540) : La Mort de Cléopâtre (vers 1525-1530).
- Giorgione (1477-1510) : Autoportrait (vers 1510)
- Augustin Hirschvogel (1503-1553)
- Hans Holbein le Jeune (1497-1543)
- Palma le Vieux (1480-1528) : Adam et Eve
- Lucas van Leyden (1494-1533)
- Joachim Wtewael (1566-1638)

### Baroque duXVIIesiècle
- Orazio Gentileschi (1563-1639) : Le Couronnement d'épines (vers 1613-1615)
- Antoine Goubeau (1616-1698) : Repos devant une auberge romaine
- Albert Meyeringh (1645-1714)
- Joos de Momper (1564-1635) : Les Quatre saisons (vers 1612-1620)
- Paulus Moreelse (1571-1638)
- Adriaen van Ostade (1610-1685)
- Rembrandt (1606-1669) : Portrait de famille (1669)
- Johann Heinrich Roos (1631-1685)
- Pierre Paul Rubens (1577-1640) : Judith avec la tête d'Holopherne (vers 1616-1618)
- Andreas Stech (1635-1697)
- Johannes Vermeer (1632-1675) : La Jeune Fille au verre de vin (1659-1660)
- Philips Wouwerman (1619-1668)

### XVIIIesiècle
- François Boucher (1703-1770)
- Jacob Philipp Hackert (1737-1807)
- Jan Kupecký (1667-1740)
- Johannes Riepenhausen (1787-1860)
- Hyacinthe Rigaud (1659-1743)
- Antoine Watteau (1684-1721)

## Galerie

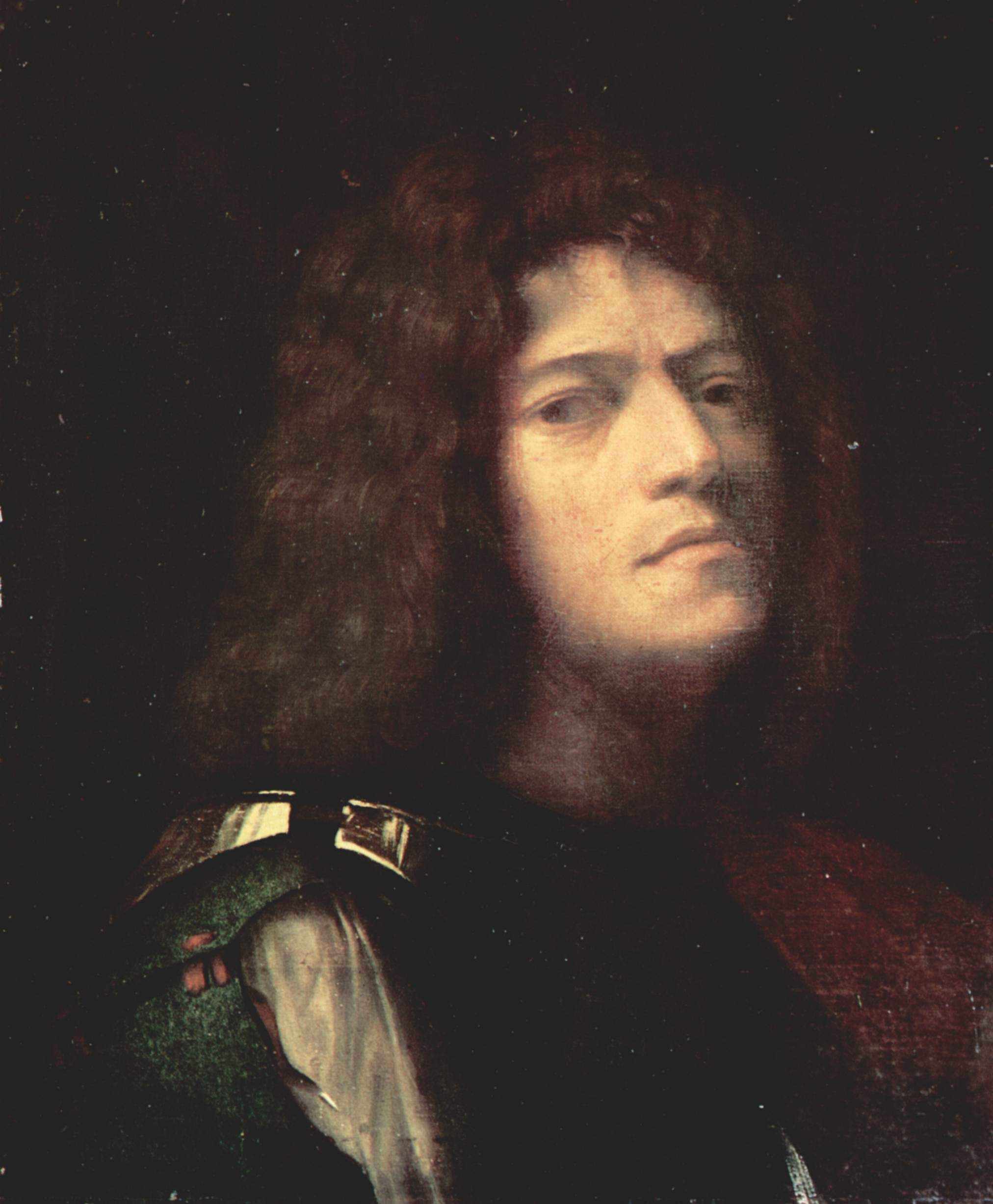
Giorgione Autoportrait en David huile sur bois, 52 × 53 cm
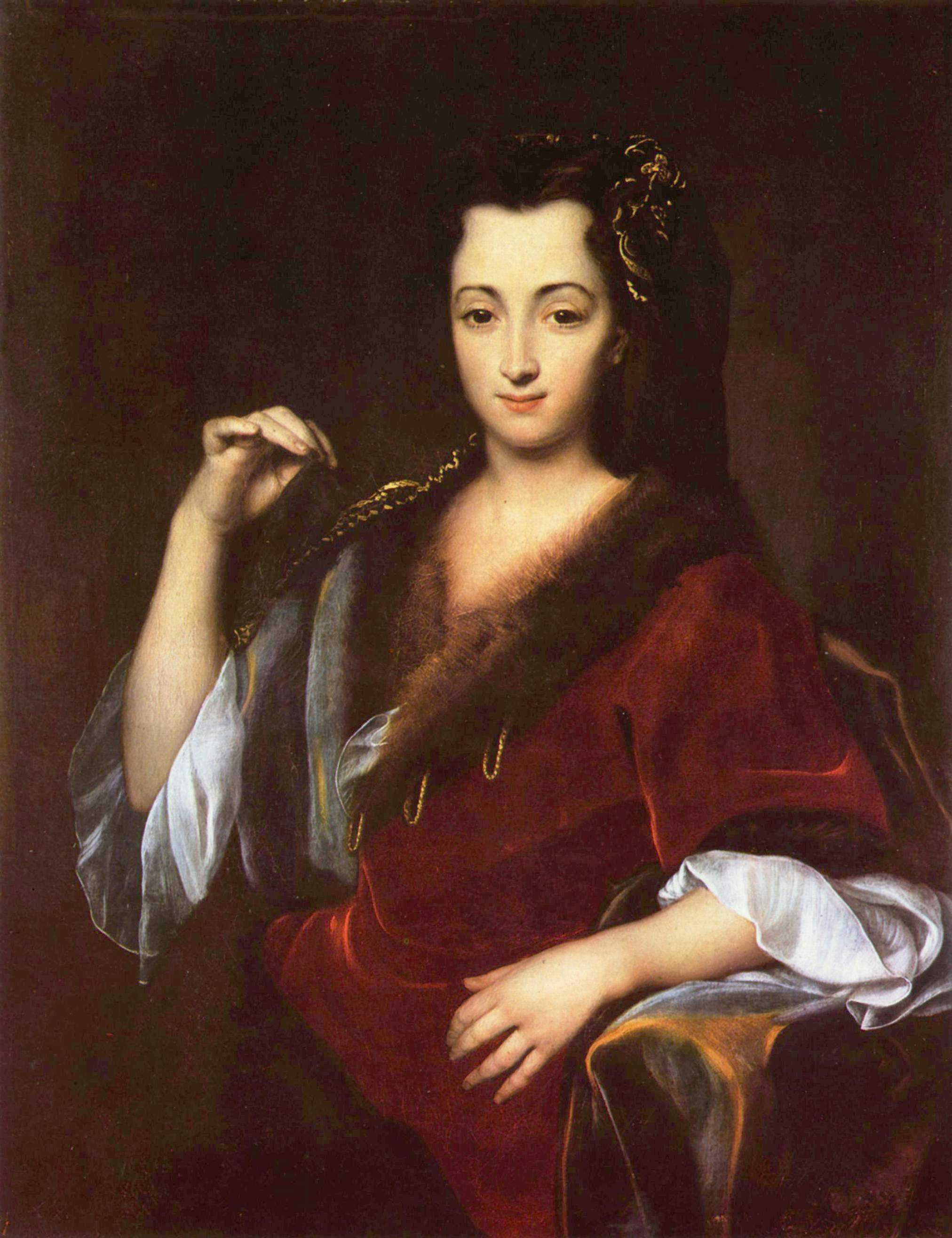
Jan Kupecký - Porträt einer jungen Polin
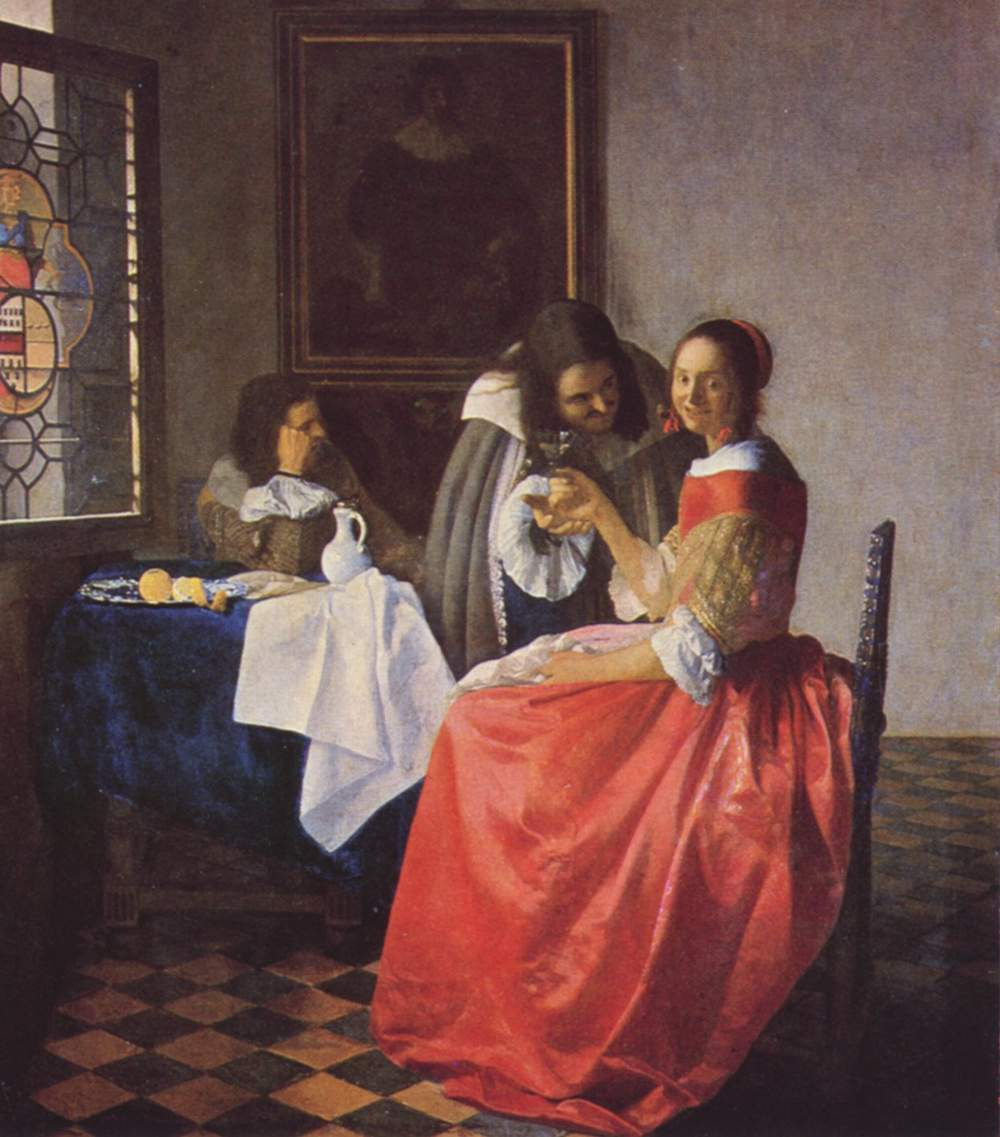
Jan Vermeer van Delft - La Jeune Fille au verre de vin, 1659-1660
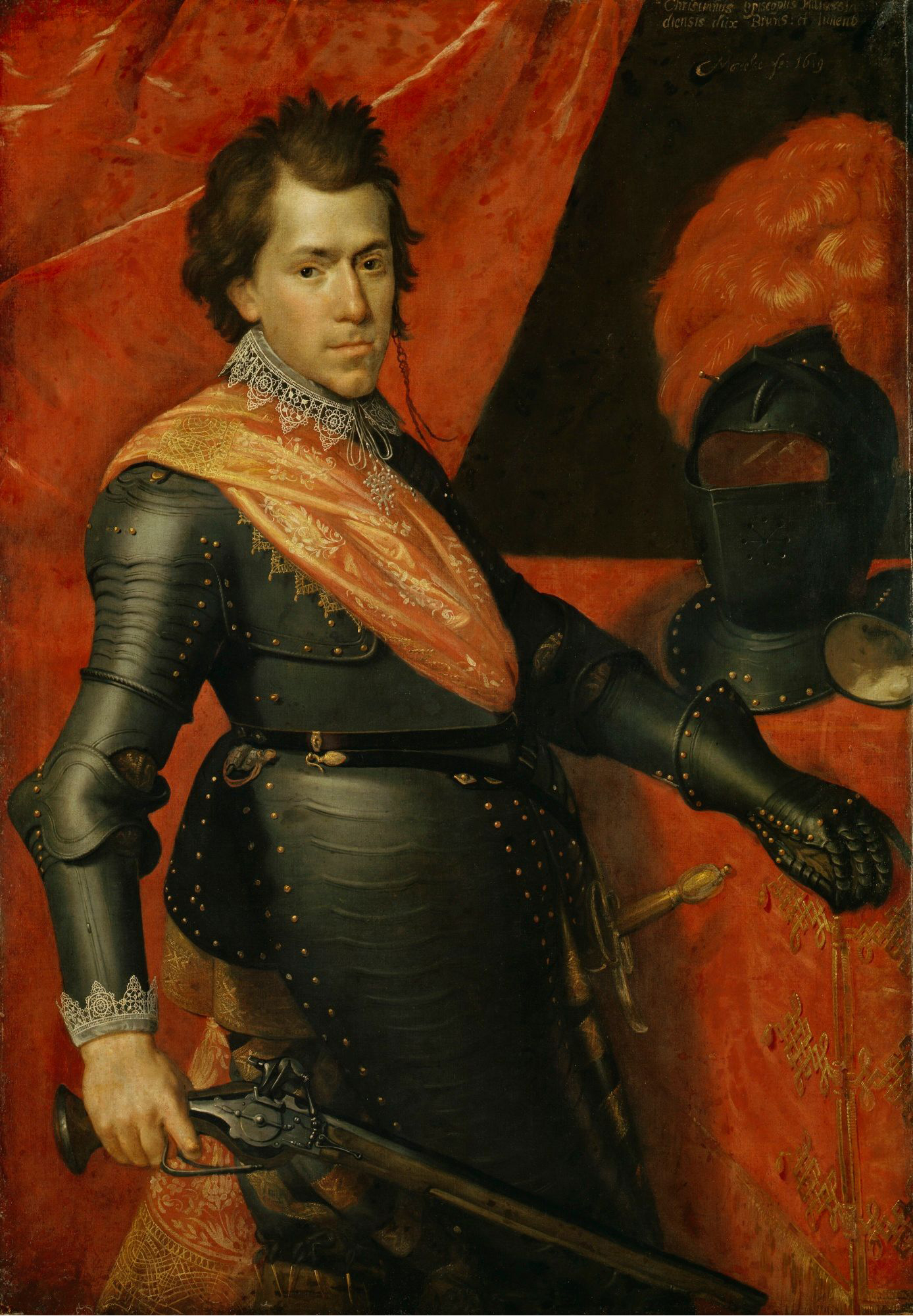
Paulus Moreelse -  Portrait de Christian de Brunswick